# Zauberhafte Schwestern
Zauberhafte Schwestern (Originaltitel: Practical Magic) ist eine US-amerikanische Fantasy-Komödie von Regisseur Griffin Dunne aus dem Jahr 1998. Der Film startete am 17. Dezember 1998 in den deutschen Kinos.
In dem Film spielen Sandra Bullock und Nicole Kidman zwei Hexen. Er basiert auf dem Buch Im Hexenhaus (Practical Magic) von Alice Hoffman und ist die erste Verfilmung eines ihrer Werke.

## Handlung
Im Jahr 1690 wird Maria Owens auf eine Insel in Neuengland verbannt, weil sie die weiße Magie beherrscht. Maria erwartete, von ihrem Geliebten, von dem sie schwanger war, aus ihrer Verbannung gerettet zu werden. Als ihr klar wurde, dass er niemals kommen würde, belegte sie sich selber mit einem Fluch, um sich nie wieder zu verlieben. Der Fluch wurde, wie die Gabe zur Zauberei, an das ungeborene Kind weitergegeben. So starb jeder Mann, der sich ab diesem Zeitpunkt in eine Frau namens Owens verliebte, eines unnatürlichen Todes.
Als eines Tages der Vater von Sally und Gillian stirbt und ihre Mutter daraufhin an gebrochenem Herzen stirbt, kommen sie in das Haus ihrer Tanten Frances und Bridget, die sich ihren Lebensunterhalt mit dem Brauen von Liebestränken verdienen. Als ihre Nichten sie eines Tages dabei beobachten, beschließt Sally, dass sie sich niemals verlieben will, und spricht einen Zauberspruch, um das zu garantieren. Daran zeigt sich, wie unterschiedlich die Schwestern sind, denn Gillian wünscht sich in der gleichen Situation, dass sie sich ganz schnell verliebt. Das tut sie auch und verlässt das von der Vorfahrin Maria gebaute „Hexenhaus“ schon bald, um von Stadt zu Stadt und von Mann zu Mann zu ziehen.
Sally hingegen lebt noch bei ihren Tanten, die schließlich ohne ihr Wissen einen Liebeszauber aussprechen, um sie glücklich zu machen. Sally heiratet und bekommt zwei Kinder, Kylie und Antonia. Die Bewohner der Stadt, die sie zuvor noch gefürchtet und gehasst haben, akzeptieren sie und Sally ist glücklich, auch wenn sie dafür die Zauberei aufgeben musste. Doch eines Tages stirbt ihr Mann und Sally zieht mit ihren Kindern zu den Tanten zurück, unterdrückt ihr übernatürliches Talent aber weiterhin.
Als Gillian von ihrem Freund Jimmy Angelov geschlagen wird, ruft sie Sally durch Telepathie, die sofort aufbricht, um sie zu retten. Doch Jimmy nimmt die Schwestern als Geiseln, wird von ihnen jedoch vergiftet und stirbt. Um nicht ins Gefängnis zu müssen, beschließen sie, ihn durch einen Zauberspruch wieder zum Leben zu erwecken. Dieser Versuch verfehlt jedoch ihr Ziel und sie töten ihn erneut. Diesmal vergraben sie die Leiche im Garten, doch Jimmys Geist treibt weiterhin sein Unwesen.
Der Ermittler Gary Hallet, der auf der Suche nach Jimmy ist, um ihn wegen Mordes festzunehmen, taucht im Haus der Owens auf. Er erobert Sallys Herz im Sturm, denn er scheint die Antwort auf ihren Zauberspruch zu sein, mit dem sie sich in ihrer Kindheit selber belegt hat. Doch der Geist Jimmy Angelovs steht im wahrsten Sinne des Wortes zwischen ihnen, denn er ist nicht tot, sondern im Fegefeuer gefangen. Schließlich nimmt er Besitz von Gillian, und Sally kann ihn nur bekämpfen, indem sie ihr beträchtliches übernatürliches Talent akzeptiert und mit anderen Frauen einen gemeinsamen „Hexenzirkel“ einberuft.
Jimmys Geist kann vertrieben werden und der Fluch Marias scheint durch die Versöhnung mit den Dorfbewohnern gebrochen zu sein, so dass auch der Liebe von Sally und Gary Hallet nichts mehr im Wege steht.

## Drehorte
Der Film wurde ausschließlich im US-Bundesstaat Washington gedreht. Drehorte waren Coupeville auf Whidbey Island und Friday Harbor auf San Juan Island, der zweitgrößten Insel der San Juan Islands. Das Haus, in dem die Hexen bei ihren Tanten leben, wurde von Robin Standefer extra im San Juan National Park auf San Juan Island gebaut und nach den Dreharbeiten sofort wieder abgerissen.

## Kritiken
new-video.de: „Kurzweilige Unterhaltung, recht phantasievolle Story, von routinierten Mimen routiniert gespielt. Nicht mehr und nicht weniger.“
Stuttgarter Zeitung im Internet, Thomas Rehmet: „Dank der hochkarätigen Besetzung und einem kurzweiligen Soundtrack u. a. mit Steve Nicks dürften die zauberhaften Schwestern aber nicht nur Hobbyhexen in die Kinos locken.“
TV Spielfilm 26/1998: „Unausgewogene Mixtur aus Komödie, Horror, Schicksalsdrama und Love-Story.“
Der Spiegel 51/1998: „Das alles ist recht schwachsinnig konstruiert und wahrscheinlich in der Absicht entstanden, Esoterik und Sex mit Kitsch und Grusel publikumswirksam zu vermischen. Doch Hollywoods Hexeneinmaleins funktioniert hier nicht: Dieser Film ist fauler Zauber.“

## Auszeichnungen (Auswahl)
Der Film war 1999 in vier Kategorien für den Blockbuster Entertainment Award nominiert, Stockard Channing erhielt den Preis als Beste Nebendarstellerin. Evan Rachel Wood und Camilla Belle waren beide für den Young Artist Award nominiert.
Die Deutsche Film- und Medienbewertung FBW in Wiesbaden verlieh dem Film das Prädikat wertvoll.

## Trivia
Die Filmszene, in der sich Sandra Bullock, Nicole Kidman, Stockard Channing und Dianne Wiest betrinken und sich gegenseitig Beleidigungen an den Kopf werfen, ist nicht gestellt. Die vier waren tatsächlich angetrunken, denn Nicole Kidman hatte zu den Dreharbeiten eine Flasche Tequila mitgebracht, um die Szene realistischer wirken zu lassen.